# Batrachyla
Batrachyla – rodzaj płazów bezogonowych z rodziny Batrachylidae.

## Zasięg występowania
Rodzaj obejmuje gatunki występujące w środkowym i południowym Chile oraz na przyległych terenach Argentyny.

## Systematyka

### Etymologia
Batrachyla: zbitka wyrazowa nazw rodzajów: Batrachus Rafinesque, 1815 i Hyla Laurenti, 1768.

### Podział systematyczny
Do rodzaju należą następujące gatunki:
- Batrachyla antartandica Barrio, 1967
- Batrachyla fitzroya Basso, 1994
- Batrachyla leptopus Bell, 1843
- Batrachyla nibaldoi Formas, 1997
- Batrachyla taeniata (Girard, 1855).